# I Miss You So
| Recensione | Giudizio |
| ---------- | -------- |
| AllMusic   |          |

I Miss You So è un Album in studio della cantante jazz statunitense Chris Connor, pubblicato dalla Atlantic Records nel novembre del 1957.

## Tracce

### LP (1957, Atlantic Records, 8014)
Lato A
1. I Miss You So – 2:21 (Jimmy Henderson, Bertha Scott, Sid Robin) – Registrato il 28 luglio 1956 a New York
2. Go 'Way from My Window – 2:49 (John Jacob Niles) – Registrato il 15 febbraio 1956 a New York
3. Trust in Me – 2:14 (testo: Milton Ager – musica: Jean Schwartz, Ned Wever) – Registrato il 16 ottobre 1956 a New York
4. Past the Age of Innocence – 2:34 (testo: Norman Gimbel – musica: Bill Sawens) – Registrato il 15 febbraio 1956 a New York
5. Time Out for Tears – 2:40 (Abe Schiff, Irving Berman) – Registrato il 16 ottobre 1956 a New York
6. I Love You Yes I Do – 2:34 (Eddie Seiler, Sol Marcus, Guy Wood, Henry Glover, Sally Nix) – Registrato il 16 ottobre 1956 a New York

Durata totale: 15:12
Lato B
1. My Heart Is So Full of You – 2:12 (Frank Loesser) – Registrato il 28 luglio 1956 a New York
2. My Ideal – 2:20 (testo: Leo Robin – musica: Richard A. Whiting, Newell Chase) – Registrato il 15 febbraio 1956 a New York
3. Mixed Emotions – 2:48 (Stuart Louchheim) – Registrato il 16 ottobre 1956 a New York
4. They All Laughed – 2:15 (testo: Ira Gershwin – musica: George Gershwin) – Registrato il 24 aprile 1957 a New York
5. Speak Low – 2:32 (testo: Ogden Nash – musica: Kurt Weill) – Registrato il 15 febbraio 1956 a New York
6. Radar Blues – 2:36 (Harry Revel) – Registrato il 28 luglio 1956 a New York

Durata totale: 14:43

## Musicisti
- Chris Connor – voce solista
- Ray Ellis – direttore d'orchestra, arrangiamenti
- Componenti orchestra sconosciuti (eccetto brano: They All Laughed)
- Al Cohn – sassofono tenore (brano: They All Laughed)
- Danny Bank – sassofono baritono (brano: They All Laughed)
- Doc Severinsen – tromba (brano: They All Laughed)
- Eddie Bert – trombone (brano: They All Laughed)
- Mundell Lowe – chitarra (brano: They All Laughed)
- Stan Free – pianoforte (brano: They All Laughed)
- Wendell Marshall – contrabbasso (brano: They All Laughed)
- Ed Shaughnessy – batteria (brano: They All Laughed)

### Produzione
- Ahmet Ertegun e Jerry Wexler – produzione, supervisione
- Ray Ellis – arrangiamenti
- Registrazioni effettuate il 15 febbraio, 28 luglio e 16 ottobre 1956 e il 24 aprile 1957 a New York City, New York
- Marvin Israel – design copertina album originale
- Saul Leiter – foto copertina album originale
- Ren Grevatt – note retrocopertina album originale[4]